# Longuefuye
Longuefuye és un municipi francès situat al departament de Mayenne i a la regió de País del Loira. L'any 2007 tenia 326 habitants.

## Demografia

### Població
El 2007 la població de fet de Longuefuye era de 326 persones. Hi havia 112 famílies de les quals 20 eren unipersonals (12 homes vivint sols i 8 dones vivint soles), 36 parelles sense fills, 52 parelles amb fills i 4 famílies monoparentals amb fills.
La població ha evolucionat segons el següent gràfic:
Habitants censats

### Habitatges
El 2007 hi havia 126 habitatges, 113 eren l'habitatge principal de la família, 9 eren segones residències i 3 estaven desocupats. Tots els 126 habitatges eren cases. Dels 113 habitatges principals, 88 estaven ocupats pels seus propietaris, 21 estaven llogats i ocupats pels llogaters i 4 estaven cedits a títol gratuït; 1 tenia una cambra, 3 en tenien dues, 9 en tenien tres, 26 en tenien quatre i 74 en tenien cinc o més. 78 habitatges disposaven pel capbaix d'una plaça de pàrquing. A 37 habitatges hi havia un automòbil i a 70 n'hi havia dos o més.

### Piràmide de població
La piràmide de població per edats i sexe el 2009 era:
| Homes | Edats   | Dones |
| ----- | ------- | ----- |
| 0     | 95 o +  | 0     |
| 0     | 90 a 94 | 0     |
| 0     | 85 a 89 | 0     |
| 0     | 80 a 84 | 0     |
| 4     | 75 a 79 | 4     |
| 4     | 70 a 74 | 8     |
| 4     | 65 a 69 | 8     |
| 4     | 60 a 64 | 4     |
| 4     | 55 a 59 | 0     |
| 0     | 50 a 54 | 4     |
| 16    | 45 a 49 | 16    |
| 32    | 40 a 44 | 24    |
| 4     | 35 a 39 | 8     |
| 12    | 30 a 34 | 8     |
| 0     | 25 a 29 | 4     |
| 8     | 20 a 24 | 12    |
| 20    | 15 a 19 | 8     |
| 16    | 10 a 14 | 16    |
| 12    | 5 a 9   | 12    |
| 8     | 0 a 4   | 0     |

## Economia
El 2007 la població en edat de treballar era de 210 persones, 173 eren actives i 37 eren inactives. De les 173 persones actives 163 estaven ocupades (91 homes i 72 dones) i 10 estaven aturades (6 homes i 4 dones). De les 37 persones inactives 18 estaven jubilades, 14 estaven estudiant i 5 estaven classificades com a «altres inactius».

### Ingressos
El 2009 a Longuefuye hi havia 111 unitats fiscals que integraven 331 persones, la mediana anual d'ingressos fiscals per persona era de 16.070 €.

### Activitats econòmiques
Dels 11 establiments que hi havia el 2007, 5 eren d'empreses de construcció, 3 d'empreses de comerç i reparació d'automòbils, 1 d'una empresa d'hostatgeria i restauració i 2 d'empreses de serveis.
Dels 5 establiments de servei als particulars que hi havia el 2009, 1 era un taller de reparació d'automòbils i de material agrícola, 3 fusteries i 1 lampisteria.
L'any 2000 a Longuefuye hi havia 27 explotacions agrícoles que ocupaven un total de 1.000 hectàrees.

## Poblacions més properes
El següent diagrama mostra les poblacions més properes.